# Schwanzfleck-Algenfresser
Der Schwanzfleck-Algenfresser oder Netz-Pinselalgenfresser (Crossocheilus reticulatus), ältere Bezeichnung beziehungsweise Holotyp Holotylognathus reticulatus, weniger gebräuchliche Bezeichnungen sind Puzzlebarbe, Genetzter Algenfresser oder Goldbrauner Algenfresser, auf Englisch Silver Flying Fox, Silver Algae Eater, Reticulated Siamese Algae Eater oder Beard Algae Eater, ist ein Süßwasserzierfisch aus der Familie der Karpfenfische (Cypriniformes). Er wird in der Aquaristik häufig zur Eindämmung von Pinselalgen eingesetzt.

## Beschreibung
Diese Art kann eine Größe von 15 bis 17 Zentimetern erreichen. Sie besitzen einen langgestreckten spindelförmigen Körper, ein unterständiges Maul mit zwei Barteln (Rostralbarteln an der Schnauzenspitze), eine graubraune Grundfärbung, große Schuppen mit netzartigem Muster und einen auffälligen viereckigen schwarzen Schwanzfleck. Ihre Flossen sind leicht gelblich bis transparent gefärbt. Äußerliche Geschlechtsunterschiede sind nicht immer eindeutig sichtbar. Weibliche Tiere werden im Schnitt etwas größer und schwerer.

## Vorkommen
Der Netzpinselalgenfresser stammt aus Südostasien. Besonders häufig ist er in Zentral- und Ost-Thailand. Des Weiteren findet man diese Art in klaren, sauerstoffreichen und kühleren Fließgewässern (u. a. Zuflüsse des Mekong und des Chao Phraya) in, Kambodscha, Laos, Vietnam und Südchina. Auf der IUCN-Liste ist die Art derzeit als „Least Concern“ eingestuft.

## Ernährung
Crossocheilus reticulatus sind Alles- beziehungsweise Pflanzenfresser, die sich unter anderem auch von Pinselalgen ernähren können. In einem Experiment haben fünf Fische innerhalb von zwei Wochen ein Aquarium komplett von Pinselalgen gesäubert. Dabei weiden sie in Gruppen oder einzeln Pflanzenbeläge ab. Mit zunehmendem Alter verlieren die Tiere allmählich das Interesse an Aufwuchs, weshalb sich zur effektiven Eindämmung des Algenwachstums nur junge bis halbwüchsige Exemplare eignen. In Gefangenschaft werden Netzpinselalgenfresser überwiegend mit Grünfutter gefüttert. Auch können Gurken oder Salat verwendet werden. Wird nicht zugefüttert, so fressen die Tiere häufig Aquarienpflanzen an.

## Wasseransprüche
Schwanzfleck-Algenfresser haben keine besonderen Wasseransprüche. Sie kann in einem Temperaturbereich zwischen 16 und 25 °C leben, einer Gesamthärte (GH) von weich bis mittelhart (bis 15° dH), KH bei etwa  5° dH und kommt mit pH-Werten von 6 und 7 im leicht sauren Bereich zurecht.

## Aquarienhaltung
Netzpinselalgenfresser sind großwüchsige und lebhafte Fische, die in kleineren Gruppen, beziehungsweise Schwärmen von mindestens sieben Tieren, gehalten werden sollten. Dafür sind Aquarien erst ab einem Platzbedarf von 450 Liter Inhalt  und 150 Zentimeter Kantenlänge geeignet. Sie eignen sich für Gesellschaftsaquarien mit ausreichenden Versteckmöglichkeiten (Wurzeln, Steine und Wasserpflanzen) als auch großflächigen Schwimmraum für die bewegungsaktiven Fische mit leichter und mittelstarker Strömung. Bei den kräftigen Fischen können unter bestimmten Bedingungen Aggression und leichte Rangordnungskämpfe beobachtet werden. Da Netzpinselalgenfresser aus kühleren Berggewässern stammen, können sie problemlos in unbeheizten Becken gehalten werden. Sehr hohe Temperaturen werden nicht gut vertragen. Viele Tiere, die im Aquarienhandel angeboten werden, sind entweder Wildfänge oder wurden mit Hormonen behandelt.